# Înmulțirea pâinilor și a peștilor

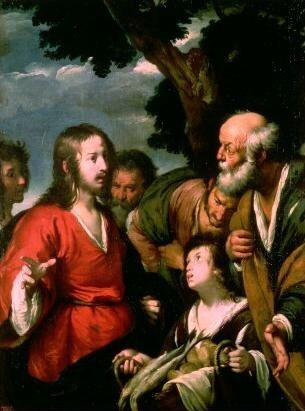
Hrănirea mulţimilor de Bernardo Strozzi, începutul sec. al XVII-lea.

Înmulțirea pâinilor și a peștilor este denumirea sub care sunt cunoscute două dintre minunile lui Iisus.
Prima minune, "hrănirea celor 5.000" este singura minune (în afară de Înviere) care este relatată în toate cele patru Evanghelii canonice (Matei , Marcu , Luca  și Ioan ). Acest miracol este cunoscut și ca minunea celor cinci pâini și doi pești.
A doua minune, "hrănirea celor 4.000", este menționată de Evanghelia după Matei  și de cea după Marcu , dar nu și de Luca sau Ioan. Acest miracol este cunoscut și ca minunea celor șapte pâini și a peștilor.

## Hrănirea celor 5.000
Această minune este cunoscut și ca "miracolul celor cinci pâini și doi pești" deoarece Evanghelia după Ioan se referă la cinci pâini și la doi pești aduse de un băiat și pe care Iisus le-a folosit pentru a hrăni o mulțime de oameni.

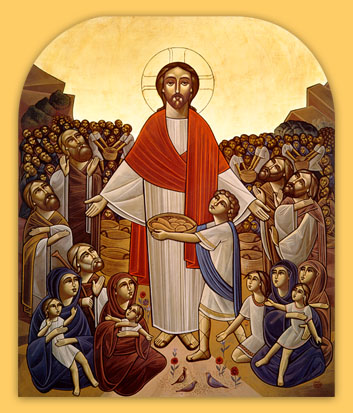
Icoană coptă a minunii celor "cinci pâini şi doi peşti".

Potrivit Evangheliilor, când Iisus a aflat că Ioan Botezătorul fusese ucis, s-a dus de acolo singur, cu corabia, într-un loc pustiu din apropiere de Bethsaida.
Mulțimile îl urmau pe Iisus pe jos pe unde mergea acesta. Când Iisus s-a oprit și a văzut o mulțime mare, i s-a făcut milă de oameni și a vindecat pe bolnavii lor. Când s-a făcut seară, ucenicii au venit la el și i-au zis: "Acesta este un loc pustiu și s-a făcut deja târziu. Dă drumul mulțimilor ca să se ducă în sate și să-și cumpere mâncare."
Iisus le-a răspuns: "Nu trebuie să se ducă. Dați-le voi ceva de mâncare.".
"Nu avem aici decât cinci pâini și doi pești", au răspuns ei.
"Aduceți-mi-le aici", a zis el.
Iisus a poruncit oamenilor să se așeze pe iarbă. Luând cele cinci pâini și cei doi pești și privind la cer, a mulțumit și a frânt pâinile. Apoi le-a dat ucenicilor, iar ucenicii mulțimilor. Ei au mâncat toți și s-au săturat, iar ucenicii au strâns douăsprezece coșuri pline cu fărâmiturile rămase. Iar numărul celor care mâncaseră erau ca în jur de cinci mii de bărbați, în afară de femei și de copii.

## Hrănirea celor 4.000

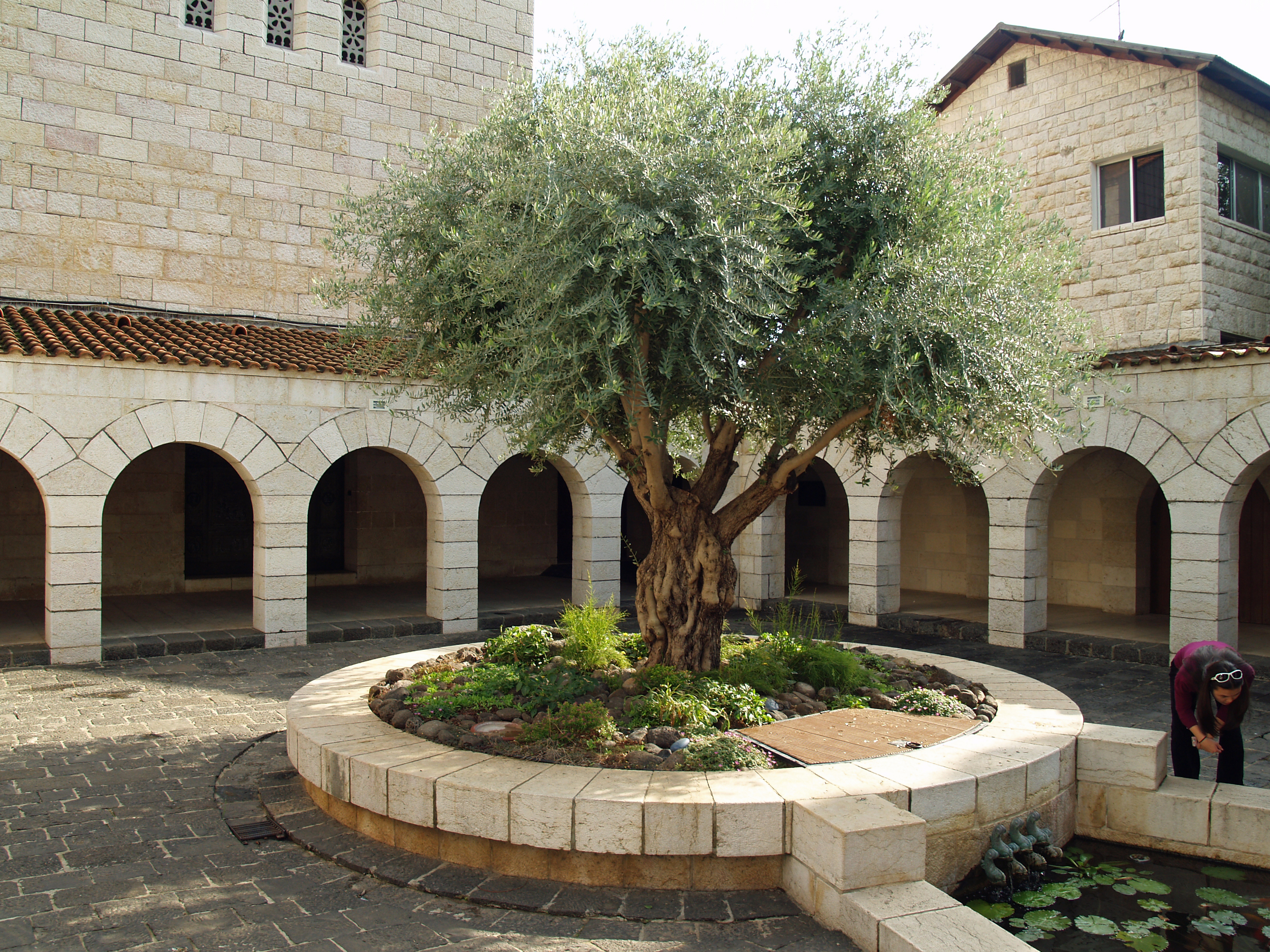
Biserica Înmulțirii pâinilor și a peștilor din Tabgha este locul unde unii credincioși creștini cred că a avut loc această minune.

Această minune apare în evangheliile lui Matei și Marcu, fiind cunoscută ca "miracolul celor șapte pâini și a peștilor" deoarece Evanghelia după Matei se referă la șapte pâini și la puțini peștișori pe care Iisus i-a folosit pentru a hrăni o mulțime de oameni.
Conform Evangheliilor, o mulțime mare l-a întâmpinat și l-a urmat pe Iisus. Iisus și-a chemat ucenicii și a spus:
"Mi-e milă de acești oameni; ei sunt deja cu mine de trei zile și nu au nimic de mâncare. Nu vreau să-i trimit flămânzi, pentru că se vor istovi pe drum."
Ucenicii săi i-au răspuns:
"Unde putem să găsim pâine în acest loc pustiu pentru a hrăni atâta mulțime?"
"Câte pâini aveți?" a întrebat Iisus.
"Șapte", au răspuns ei, "și puțini peștișori".
"Iisus a poruncit mulțimii să șadă jos pe pământ. Atunci el a luat cele șapte pâini și peștii și, mulțumind, le-a frânt și le-a dat ucenicilor, iar ucenicii mulțimilor. Și au mâncat toți și s-au săturat. După aceea, ucenicii au strâns șapte coșuri pline cu fărâmiturile rămase. Iar numărul celor ce au mâncat erau de patru mii de bărbați, afară de femei și copii. După ce Iisus a dat drumul mulțimilor, el s-a suit în corabie și s-a dus în ținutul Magdala."